# いすゞマックスチャレンジ
いすゞマックスチャレンジ（ISUZU MAX CHALLENGE）は、2021年にGMMTVのYouTubeにて配信されたいすゞ自動車のタイのプロモーション番組で、レオ・ソッセイが司会を務め、ブライト・ワチラウィット・チワアリーとウィン・メータウィン・オーパッイアムカジョーンがそれぞれのチームリーダーとして出演した。2021年5月27日から7月1日にかけて、毎週木曜日20:00 ICTにYouTubeにて配信された。また、7月2日には「LIVE ISUZU MAX CHALLENGE MAX DEAL」がFacebookにて生配信された。

## 概要
全6回の配信とライブ配信1回の中で、アーティストが2チームに分かれチャリティーの報奨金を集めるためにいすゞの自動車と共にゲームにチャレンジした。チームはウィン率いる「レッドフェニックス（Red Phoenix）」とブライト率いる「ブラックドラゴン（Black Dragon）」で、各回で勝利したチームには30,000バーツ、負けたチームには10,000バーツの報奨金が与えられ、その報奨金は各チームが支援する慈善団体に寄付された。

## チーム詳細

### レッドフェニックス
- チームマスター : ウィン・メータウィン・オーパッイアムカジョーン
- チームメンバー
  - ピンポン・トンチャイ・トーンカントム
  - ジェームス・ラッサミーケー・ファーグーァロン
  - ニッキー・ナチャット・ジャンタパン
  - フォー・サコンラット・ウォラウライ
  - マーイ・ラパッサラン・チラウェートスントンクン
  - ゴッジ・タチャコーン・ブンラパヤーナン
- 寄付先 : The Mirror Foundation（ミラー財団）
  - 様々な形で社会に貢献し、社会を発展させることを目的に活動している団体

### ブラックドラゴン
- チームマスター : ブライト・ワチラウィット・チワアリー
- チームメンバー
  - フォエイ・パタラ・エークサーンクン
  - ガンスマイル・チョンナカン・アーポンスティナン
  - クリス・ピーラワット・シェーンポーティラット
  - ナムターン・ティパナリー・ウィーラワトノドム
  - ティチャー・カンティチャー・チュムマ
  - ジェニーパナン・ワッチャラ・スクチュム
- 寄付先 : Operation Smile Thailand（オペレーションスマイル財団）
  - 更新口蓋裂の患者など、貧しい患者に無料で手術を施すことを支援する医療慈善団体

## エピソード

### 1回戦
- 使用車：ISUZU V-CROSS 4x4
- 撮影日：2021年4月3日
- 出演者：
  - レッドフェニックス：ピンポン、ジェームス
  - ブラックドラゴン：フォエイ、ガンスマイル
- 勝敗：
  - 勝利：ブラックドラゴン（30,000バーツ獲得）
  - 敗北：レッドフェニックス（10,000バーツ獲得）
- 罰ゲーム：洗車

#### エピソード１
- 配信日：2021年5月27日[1]
- 場所：ISUZU 4x4 LAND パトゥムターニー、Baan Chit Krung Restaurant（バーン・チット・クルン・レストラン）
- ミッション１（勝利：レッドフェニックス）

ISUZU 4x4 Landのコースに設置されたすべての障害物を走り、より早くミッションを完了した方が勝利
- ミッション２（勝利：レッドフェニックス）
  - 1つ目：パトゥムターニー市民を3人見つけ、住所が記載されたIDカードと共に写真を撮り、電話番号を聞く
  - 2つ目：1つ目のミッションで見つけた3人のうち1人に電話を掛け、最初に電話に出た方のチームが勝利（勝利：レッドフェニックス）
  - 3つ目：1つ目のミッションで見つけた3人のうち残りの2人から、最も年上の人を選び、他のチームよりも年上だったチームが勝利（勝利：ブラックドラゴン）
  - 4つ目：1つ目のミッションで見つけた3人のうち残りの1人のIDカード番号の最後の数字が、他のチームよりも大きいチームが勝利（勝利：レッドフェニックス）
- 視聴者参加クイズ：SNAP SCENE（スナップシーン）
  - 「なぜブラックドラゴンのフォエイのズボンは濡れていたのか？」の答えをスナップして、エピソードの感想とハッシュタグ「#isuzumaxchallenge #IsuzuSnapScene」と共にFacebook・Instagram・Twitterに投稿。正解した投稿のうち10人に賞品をプレゼント。
  - 賞品：Isuzu Max Challengeバッグ、サイン入りTシャツ、キャップ、写真集「DEPTH OF BRIGHT」・「LIGHT OF WIN」

#### エピソード２
- 配信日：2021年6月3日[2]
- 場所：The Pine Resort（パイン・リゾート）、いすゞショールーム
- ミッション１（勝利：ブラックドラゴン）

「スリリング・シャレード」ジップラインに乗りながら、お題の単語をジェスチャーで表現し、地上にいる人に正しく伝える。正しい単語を先に応えられたチームが勝利
- - 1つ目：スーパーヒーロー「ウルヴァリン」（勝利：なし）
  - 2つ目：スーパーヒーロー「バットマン」[3]（勝利：ブラックドラゴン）
  - 3つ目：スポーツ「相撲」（勝利：ブラックドラゴン）
  - 4つ目：動物「ヤマアラシ」（勝利：なし）
- ミッション２（勝利：ブラックドラゴン）

「Roll, Root and Mess」各チームが順にタイヤを転がし、地面に置かれたカードのうち「ISUZU D-MAX」と書かれたカードで先に2人ともタイヤを止めることができたチームが勝利。ただしそれ以外のカードで止まった場合、そこに書かれている罰ゲームを受ける。
- 視聴者参加クイズ：SNAP SCENE（スナップシーン）
  - 「クリームパイで罰せられた最初のチームはどちらか？」の答えをスナップして、エピソードの感想とハッシュタグ「#isuzumaxchallenge #IsuzuSnapScene」と共にFacebook・Instagram・Twitterに投稿。正解した投稿のうち10人に賞品をプレゼント。
  - 賞品：前週と同じ

### 2回戦
- 使用車：ISUZU X-SERIES
- 撮影日：2021年5月5日
- 出演者：
  - レッドフェニックス：ニッキー、フォー
  - ブラックドラゴン：クリス、ナムターン
- 勝敗：
  - 勝利：ブラックドラゴン（30,000バーツ獲得）
  - 敗北：レッドフェニックス（10,000バーツ＋10,000バーツ獲得）

※ニッキーのポケットマネーより10,000バーツが追加された
- 罰ゲーム：会場から徒歩で帰宅

#### エピソード３
- 配信日：2021年6月10日[4]
- 場所：Ongkharak Flying Association（オンカラック・フライング・アソシエーション）、Flower & Decorative Plants Market at Khlong 15
- ミッション１（勝利：レッドフェニックス）

ジャイロコプターに乗り、地上にある的に小麦粉の入った袋を落として的の中に落とすか、より的の近くに落とせたチームが勝利
- ミッション２（勝利：ブラックドラゴン）
  - 1つ目：3,000バーツ以内で写真と同じ7種類の植物を購入する。購入したら地図に記載されている座標の場所まで車で移動する。
  - 2つ目：1つ目のミッションで購入した植物を両チームで比較し、条件に合致する植物を購入できていたチームが勝利（勝利：ブラックドラゴン）

#### エピソード４
- 配信日：2021年6月10日[5]
- 場所：Bangkok Drag Avenue（バンコク・ドラッグ・アベニュー（レース場））
- ゲスト：ナニ・ヒランクリット・チャンカム、ディウ・ジラワット・スティワニッチャサック
- ミッション１（勝利：ブラックドラゴン）

「アイコニック・ポーズ」X-SERIESの車とデュウとナニと共に交代で3枚の写真を撮影し、GMMTVのFacebookページに1枚ずつ同時に写真を投稿する。その投稿のコメントに最初に名前が挙がった人がいるチームがポイントを獲得し、3枚写真のうちポイントが多かったチームが勝利
- ミッション２（勝利：ブラックドラゴン）

「リメンバー」一人ずつ高速で走る車に乗車し、コースに設置されたバナーを覚える。覚えた内容について、10秒間に3回回答することができ、正解したチームが勝利
- - 1つ目：バナーに書かれた数字の合計を答える（勝利：なし）
  - 2つ目：バナーに書かれた名前のうち最も少ない、または多いのは誰かを答える（勝利：ブラックドラゴン）

### 3回戦
- 使用車：ISUZU D-Max Hi-Lander Automatic
- 撮影日：2021年5月18日
- 出演者：
  - レッドフェニックス：マーイ、ゴッジ
  - ブラックドラゴン：ティチャー、ジェニー
- 勝敗：
  - 勝利：ブラックドラゴン（30,000＋10,000バーツバーツ獲得）
  - 敗北：レッドフェニックス（10,000バーツ＋10,000バーツ獲得）

※4人ののポケットマネーよりそれぞれ5,000バーツが追加された
- 罰ゲーム：会場から徒歩で帰宅

#### エピソード５
- 配信日：2021年6月24日[6]
- 場所：Khao Kheow Open Zoo（カオキアオ動物園）、Great & Grand Sweet Destination
- ミッション１（勝利：レッドフェニックス）

「ミート・ザ・セレブリティーズ」カオキアオ動物園で人気の4匹の動物を見つけて一緒に写真を撮り、最も時間がかからなかったチームが勝利
- ミッション２（勝利：ブラックドラゴン）

「スウィートハンター」目隠しをしてデザートを触り、その特徴をもう一人のメンバーに無線で伝え、同じデザートのモニュメントを先に触ったチームが勝利

#### エピソード６
- 配信日：2021年7月1日[7]
- 場所：Pattaya Sheep Farm（パッタヤー・シープ・ファーム）、Clubloongchat Windsurfing & Kitesurfing School in Pattaya
- ミッション１（勝利：レッドフェニックス）

「The Charming One」チームから動物に人気のありそうな1人を選出し、えさの付いたユニフォームを着て、時間切れとなった時点でより多くの羊を集められたチームが勝利
- ミッション２（勝利：ブラックドラゴン）

「Charm The Ones Who Chirp」鳥に餌を与え、1分間でより多くの鳥を体にとまらせることができたチームが勝利
- ミッション３（勝利：ブラックドラゴン）

「Beauty on the Beach」D-MAXと共に3種類の写真を撮り、顔年齢を判定するアプリにかけて、合計の年齢が最も若いチームが勝利
※ブライトの顔年齢：21歳（実年齢23歳）、ウィンの顔年齢：23歳（実年齢22歳）

### 最終結果
- レッドフェニックス：50,000バーツ
- ブラックドラゴン：100,000バーツ（優勝）

### LIVE ISUZU MAX CHALLENGE MAX DEAL
- 配信日：2021年7月2日 19:00 ICT[8]
- 出演者：
  - 司会：レオ
  - レッドフェニックス：ウィン、ニッキー
  - ブラックドラゴン：ブライト、ティチャー
- 場所：ISUZUショールーム
- ゲーム
  - 1つ目：ミニカーで展示場内を走行し、途中にあるボックスの中から車のキーを取り出し、車のカギを開けられたチームが勝利（勝利：ブラックドラゴン）

※ウィンは運転が得意なので一人だけバックで走行
- - 2つ目：1人が車の外に、もう1人が車の中に入りヘッドフォンを付ける。お題の場所について、車の外の人がジェスチャーをし、中の人が正解できた数が多いチームが勝利（勝利：ブラックドラゴン）

※ブライトは右手を挙げたらタイ国内の地名、左手なら外国の地名というヒントを出した
- 歌唱曲
  - ウィン：『แค่ไหนก็ใกล้ (CLOSER)』
  - ブライト：『Move ไปไหน (Unmovable)』